# 1533
1533 је била проста година.

## Догађаји

### Јул
- 11. јул — Папа Климент VII је екскомуницирао енглеског краља Хенрија VIII, одбивши претходно да поништи његов брак с Катарином Арагонском и озакони везу с Аном Болен.